# علي مصطفى بدر الدين
علي مصطفى بدر الدين (1909 – 1986)، طبيب وسياسي ونائب لبناني سابق، عُرف عنه التصاقه بالناس ومتابعة القضايا الاجتماعية والحياتية.

## ولادته ونشأته
- ولد في مدينة النبطية في العام 1909 ميلادي.
- تلقى علومه في مدرستها العالية.
- في العام 1925 ميلادي، التحق بمدرسة الإنترناشيونال كولدج بمنحة من البعثة البروتستانتية.
- دخل الجامعة الأمريكية في بيروت ونال شهادة الدكتوراة في الطب والجراحة والصيدلة.

## في النيابة
انتخب نائبا عن الجنوب في دورة العام 1951 ميلادي. عُرف عنه اتقانه فن الخطابة في المجلس النيابي وخارجه، وكان يضمّن خطاباته شيئا من (نهج البلاغة) والكثير من الأشعار من نظمه أو من نظم غيره.
تقدّم باستقالته من النيابة في 5 أيار (مايو) من العام 1953 ميلادي، احتجاجا على تصدّع كتلة نواب الجنوب، وعلى اهمال الطائفة التي يمثّلها في البرلمان .

## في الشعر
كان شاعرا بليغا وكان على صداقة حميمة مع الأمير شكيب أرسلان وميخائيل نعيمة وبدوي الجبل.
وله الكثير من المخطوطات والكتابات الأدبية والتاريخية.
وقد صدر في العام 2008 كتاب بعنوان (الدكتور علي بدر الدين أديبا سياسيا)عن دار المواسم للطباعة والنشر والتوزيع.

## أسرته
تزوج مرتين، المرة الأولى من (خديجة عباس بدر الدين) وأنجب ثلاثة أولاد. 
والمرة الثانية من توفيقة شاهين (أخت النائب رفيق شاهين) وأنجب منها سبعة أولاد منهم الدكتور مصطفى علي بدر الدين (رئيس بلدية النبطية).

## وفاته
توفي في 27 حزيران (يونيو) من العام 1986 ميلادي. 